# Koolhoven F.K.46
Koolhoven F.K.46 byl nizozemský výcvikový a sportovní dvouplošník z 30. let navržený a postavený společností NV Koolhoven Vliegtuigen. Většina letounů byla prodána do Národní letecké školy (NLŠ). Bylo celkem postaveno 13 letadel ve třech variantách.

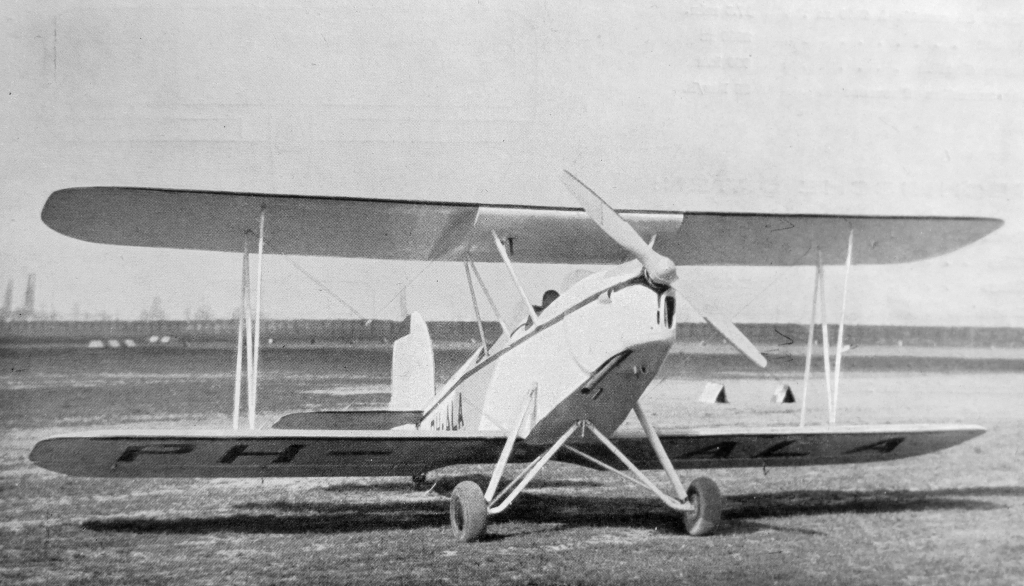
Koolhoven F.K.46L s motorem Walter Minor 4 (1935)

## Vznik a vývoj
První prototyp s otevřenými kokpity byl postaven v roce 1933 a první let byl proveden na podzim roku 1933. Letoun byl poháněn motorem Cirrus Hermes o výkonu 115 k.. Druhý prototyp výrazně odlišný od prvního měl trubkový rám, byl vybaven posuvným krytem kabiny a měl jiný motor: De Havilland Gipsy Major I o výkonu 130 k.

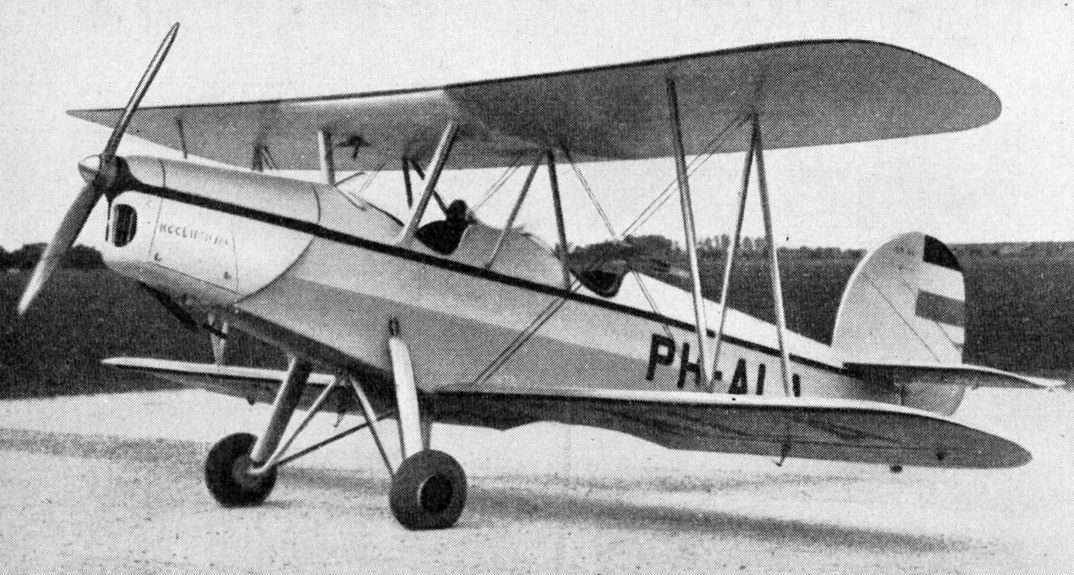
Koolhoven F.K.46L (L'Aérophile, Le Pontentiel Aérien Mondial 1936)

Frederick Koolhoven měl do roku 1933 jen malé dílny na letišti Waalhaven-Rotterdam, ale v roce 1934 vznikla velká společnost s kapitálem pět milionů florinů. Následně byly této společnosti zadány větší objednávky a to jak známé firmy KLМ, tak i od Národní letecké školy.

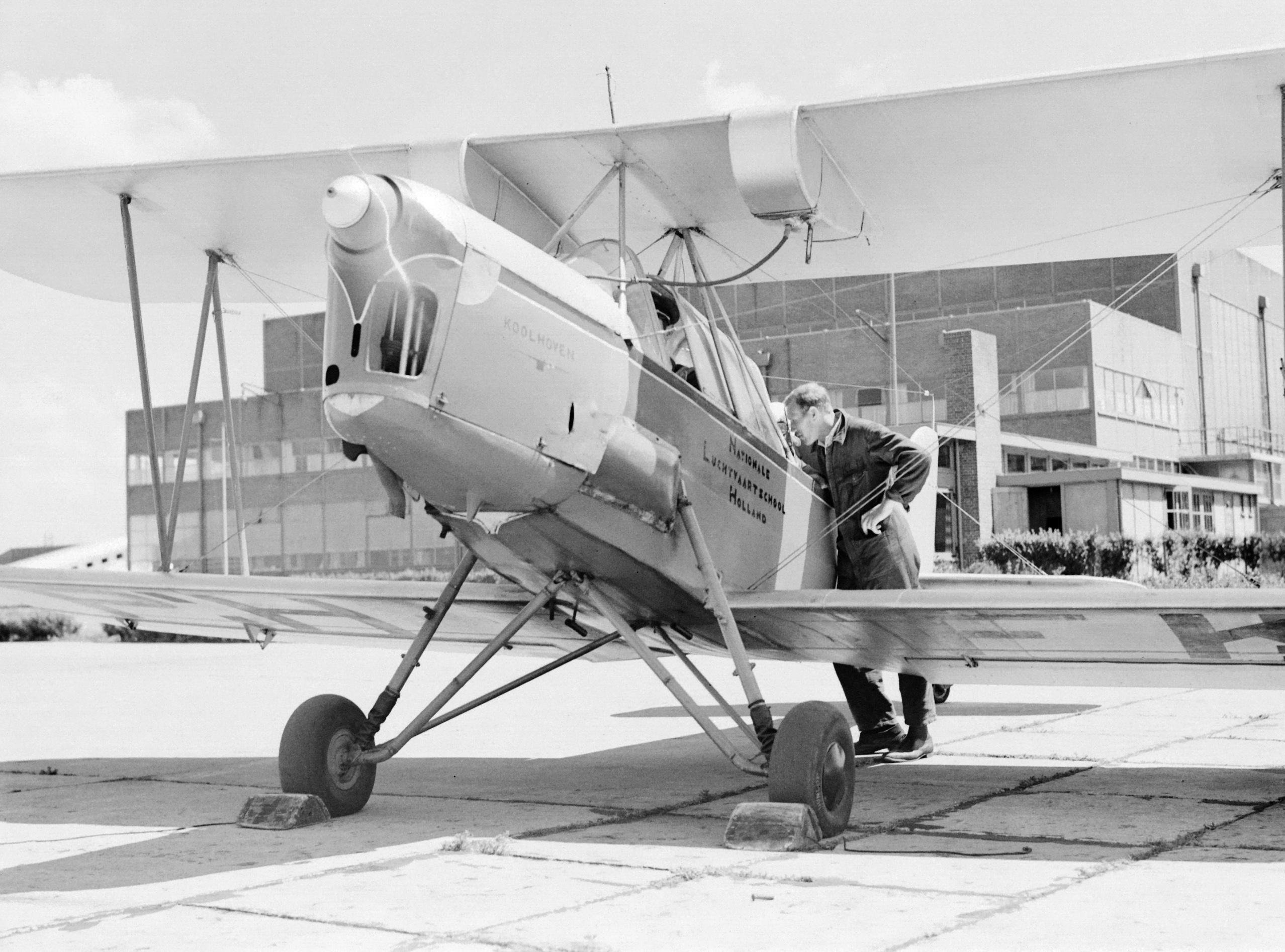
Koolhoven F.K.46 (1933)

Letadlo bylo rozsáhle testováno v NV Nationale Luchtvaartschool (Národní letecká škola, NLŠ) a nakonec zakoupeno, následovala objednávka pěti letadel, z nichž do NLŠ byly dodány čtyři. Pátý letoun převzalo nizozemské královské letectvo (Luchtvaart Afdelingk) k testování. V roce 1935 byla postavena verze se sníženou hmotností, označená jako F.K.46L (PH-ALA), která byla poháněna motorem Walter Minor 4 o vzletovém výkonu 95 koní (71 kW). Tento letoun byl v provozu do května 1940.
Těsně před zahájením německé invaze do Nizozemska (1940) byla továrna NV Koolhoven Vliegtuigen vybombardována a prakticky přestává existovat.

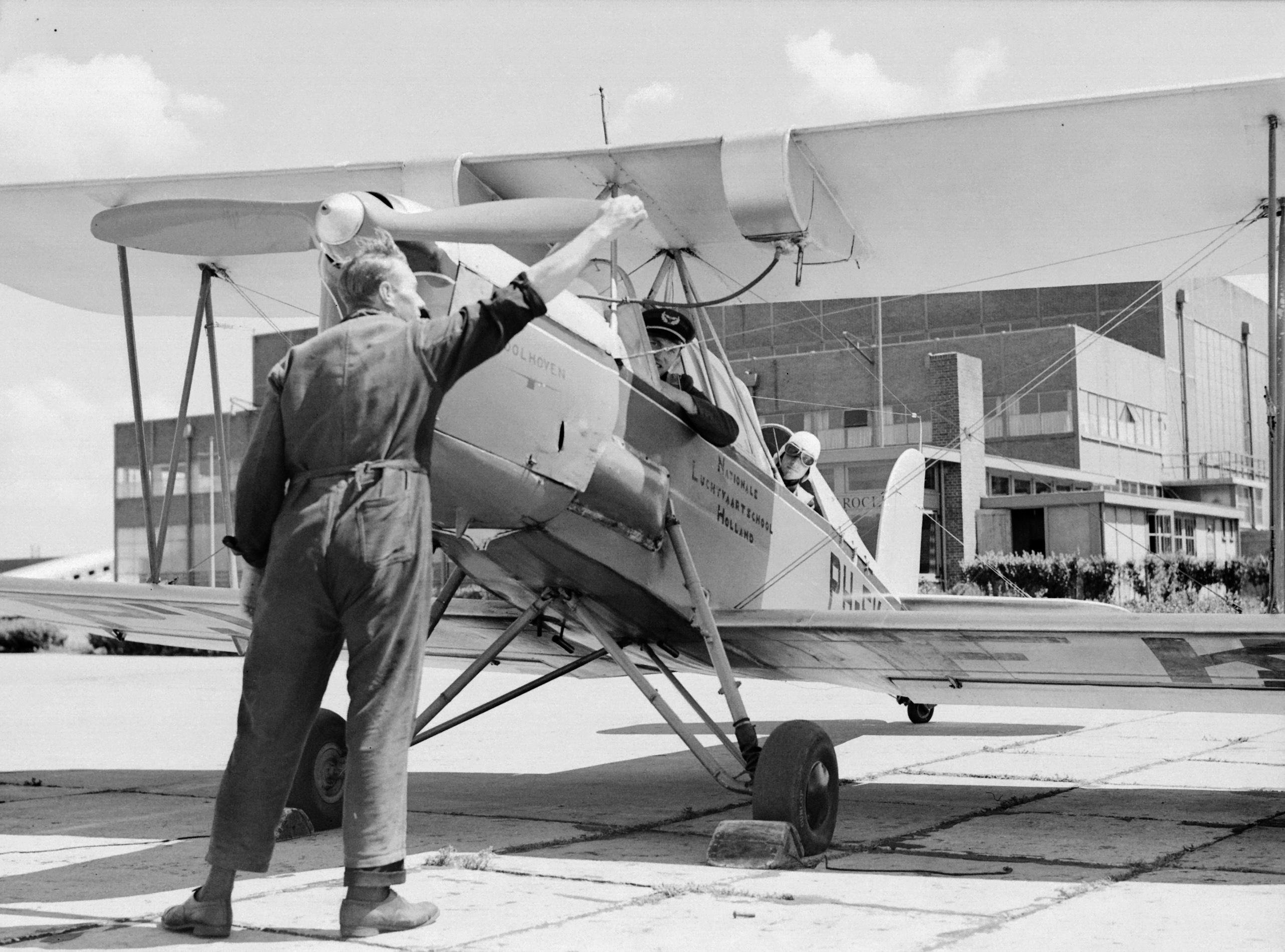
Koolhoven F.K.46, mechanik roztáčí vrtuli (1933)

## Popis letounu
Jednomotorové výcvikové letadlo F.K.46 bylo smíšené konstrukce ze dřeva a kovu. Byl to dvoumístný letoun, zprvu s otevřenými později krytými kokpity s posuvnou skleněnou střechou a s tandemovým uspořádáním sedadel. Křídla byla vzájemně propojena čtyřmi páry vzpěr ve tvaru písmene N a vyztužena ocelovými lany. Horní křídlo bylo umístěno nad kokpity (typ parasol), zatímco dolní křídlo bylo integrováno do spodní části trupu. Dvě palivové nádrže byly umístěny ve střední části horního křídla a palivo k motoru proudilo pouze gravitací. Trup byl svařen z ocelových trubek a potažen plátnem. Vpředu klasický dvoukolový, pevný podvozek s ocelovou konstrukcí ve tvaru písmene V a vzadu podpěrné kolo.
Pohon u většiny vyrobených letounů zabezpečoval čtyřválcový řadový invertní motor de Havilland Gipsy Major o výkonu 97 kW (130 k) anebo u jednoho letounu F.K.46L řadový invertní motor Walter Minor 4.

## Použití
První letoun v.č. 4601 získal imatrikulaci PH-AJH a létal od 20.10.1933 v Národní letecké škole (NLŠ, Nationale Luchtvaart School). V roce 1934 následovaly další čtyři v.č. 4602-4605 s imatrikulacemi PH-NLS, PH-FKA, PH-FKB a PH-FKC. I ty létaly v NLŠ (Rijswijk, Rotterdam a Ypenberg). V roce 1935 si jeden letoun v.č. 4606 zakoupila společnost FJ Philips (PH-LPS) a byl rovněž imatrikulován pro NLŠ letoun v.č. 4609 (PH-ALA) s motorem Walter Minor 4. V letech 1936–39 byly imatrikulovány letouny v.č. 4607-08 a 4610-13 všechny pro NLŠ (PH-FKD, PH-FKE, PH-APN) s výjimkou 4612-13, které využívala mateřská společnost NV Koolhoven Vliegtuigen (PH-ATR, PH-ATS).
Jeden letoun byl hodnocen nizozemskou armádou (Luchtvaart Afdelingk, ev. č. 76.). Přibližně ve stejné době byl armádou ke stejnému účelu zakoupen Bücker Bu-131 Jungmann. Koolhoven F.K.46 se vykazoval horšími letovými vlastnostmi (i když nebylo sděleno proč) a v polovině roku 1937 byl prodán zpět firmě Koolhoven. Ta jej nakonec v roce 1938 prodala do aeroklubu South Sumatra Flying Club (Zud Sumatra Vlieclub) v Palembangu na Sumatře (Nizozemská východní Indie), kde létal s imatrikulací PK-SAT od března 1938 do roku 1942.
Většina letounů F.K.46 včetně F.K.46L (celkem 10) byla 10. května 1940 při německém bombardování buď zničena anebo poškozena.
Letoun s imatrikulací PH-ATR byl před německou okupací prodán do Jihoafrické republiky prostřednictvím společnosti Visser & Co. z Johannesburgu, místním držitelem licence na dovoz letadel Koolhoven. Byl používán i jihoafrickým letectvem s registračním číslem 1548. Létal až do srpna 1948.

## Varianty
- F.K.46 s motorem DH Gipsy Major I
- F.K.46S upravená školní verze nazývaná De Koe nebo Koebeest (Kráva, Kovboj)[14]
- F.K.46L odlehčená verze s motorem Walter Minor 4

## Uživatelé
- Nizozemsko
  - NV Nationale Luchtvaartschool (Národní letecká škola, NLŠ)
  - FJ Philips (1 letoun)
- Jižní Afrika
  - Jihoafrické letectvo
- Nizozemsko (Nizozemská východní Indie)
  - Zud Sumatra Vlieclub (1 letoun)

## Specifikace
Údaje dle

### Technické údaje
- Posádka: 2 (instruktor a žák)
- Rozpětí horního křídla: 8,00 m
- Délka: 7,30 m s Gipsy Major I, 7,45 m s Minor 4
- Výška: 2,45 m
- Nosná plocha: 24,00 m²
- Hmotnost prázdného letounu: 570 kg
- Vzletová hmotnost: 870 kg
- Pohonná jednotka:
  - 1 × De Havilland Gipsy Major I o výkonu 130 k (96 kW)
  - 1 × Walter Minor 4 o výkonu 85 k (62,5 kW) 2260 ot/min
- Vrtule: dvoulistá dřevěná s pevnými listy

### Výkony
- Maximální rychlost: 175 km/h
- Cestovní rychlost: 160 km/h
- Nejmenší rychlost: km/h
- Dostup: 4 750 m
- Dolet: 590 km s Gipsy Major I, 600 km s Minor 4
- Stoupavost: 7 min 45 s do 915 m